# Isidis Dorsa
Isidis Dorsa és una formació geològica de tipus dorsum a la superfície de Mart, localitzada amb el sistema de coordenades planetocèntriques a 21.7 ° latitud N i 96.91 ° longitud E, que fa 1.074,7 km de diàmetre. El nom va ser aprovat per la UAI l'any 2003 i fa referència a una característica d'albedo localitzada a 25 ° latitud N i 270 ° longitud O.